# Vinicio Castilla
Marco Vinicio Castilla Soria (Oaxaca de Juárez,Oaxaca; 4 de julio de 1967) es un exbeisbolista mexicano de Grandes Ligas conocido como Vinny Castilla en Estados Unidos. 
Jugó con los Colorado Rockies (1993–1999, 2004, 2006) y los Atlanta Braves (1991–1992, 2002–2003), Tampa Bay Devil Rays (2000–2001), Houston Astros (2001), Washington Nationals (2005 ), y San Diego Padres (2006). Se desempeñó como asistente especial del gerente general de los Rockies, Jeff Bridich relacionado con el sistema de sucursales.
En las 14 temporadas de su carrera en grandes Ligas, Vinicio Castilla tiene un promedio de bateo de .276, con 320 cuadrangulares y 1,105 carreras producidas en 1,854 partidos. Es el bateador mexicano que más jonrones tiene en las Ligas Mayores hasta el momento actual.
Fue mánager de los Naranjeros de Hermosillo. Hijo de Carmelita Soria y el profesor Carlos Castilla, es el segundo de tres hermanos.

## En las Grandes Ligas

### Inicios
Marco Vinicio Castilla Soria fue visto en la Liga Mexicana de Verano, por lo scouts de los Atlanta Braves, cuando jugaba de shortstop con los Saraperos de Saltillo, de donde fue llevado a las Ligas Mayores, cambiado de posición a la tercera base y posteriormente debutó en Grandes Ligas el Primero de septiembre de 1991 con los Atlanta Braves donde jugó 2 temporadas (1991 y 1992) y jugó solamente 23 juegos. Bobby Cox no lo ponía a jugar porque confiaba más en Chipper Jones, miembro del Salón de la Fama y que era el tercera base titular en ese momento.
Llegó a los Colorado Rockies en 1993 enviado de los Atlanta Braves a este equipo de expansión de la Liga Nacional (primer año del equipo) donde jugaría hasta el año 1999.
Uno de los mejores y más destacados jugadores de los Rockies de Colorado, Vinnie Castilla bateó 40 jonrones en 1996 y 1997, 46 en 1998, y ha tenido cinco temporadas con más de 100 carreras producidas en los años 1996, 1997, 1998, 1999 y 2004 (líder de la liga nacional con 131).

### Atlanta Braves (1991-1992)
Los Atlanta Braves compraron el contrato de Castilla del club Saltillo de la Liga Mexicana en 1990. Hizo su debut en la MLB como campocorto de los Braves el 9 de septiembre de 1991. Para la temporada de 1992 solo apareció en 8 juegos.

### Colorado Rockies (1993–1999)
En noviembre de 1992 fue seleccionado por los Rockies en el draft de expansión. Para la temporada de 1993 jugó regularmente conectando 9 jonrones, 9 triples (octavo en la liga) y 30 carreras impulsadas en 105 juegos como campocorto. En 1994, su tiempo de juego se redujo debido a la adquisición del campocorto Walt Weiss y la huelga de las Grandes Ligas de 1994-95 . Castilla solo vio acción en 52 juegos, sin embargo, lo aprovechó al máximo, bateando .311 con 11 dobles, jugando las cuatro posiciones en el cuadro interior.
Después de la partida del antesalista titular Charlie Hayes, Castilla era el principal candidato a tercera base para la temporada de 1995. Esto, junto con la ayuda del entrenador Don Baylor , fue el punto de inflexión en la carrera de Castella. Para el receso del Juego de Estrellas, estaba bateando .319 con 17 jonrones y 48 carreras impulsadas, lo que le valió un lugar de respaldo en el equipo All Star. Más tarde fue nombrado tercera base titular de la Liga Nacional después de que Matt Williams estuviera fuera por una lesión. Terminó la temporada con un promedio de bateo de .309, 32 jonrones, 34 dobles y 90 carreras impulsadas, ganando su primer premio Silver Slugger. En la SDLN contra Atlanta bateó .467 con 3 jonrones (2 contra Greg Maddux y 1 contra John Smoltz). Muchos consideraron que los números de Castilla fueron una casualidad porque jugó sus partidos como local en los confines amistosos de un estadio de Denver, un estigma que seguiría a Vinny durante la mayor parte de su carrera en Colorado. Su actuación le valió votos para el premio MVP de la Liga Nacional, terminando en el puesto 18 en la boleta.
En 1996 superó sus números del año anterior. Jugando en 160 juegos, anotó 97 carreras, para ir con 191 hits (7° en la Liga Nacional) y 34 dobles. Su jonrón número 40 llegó en el último juego de la temporada. Terminó el año bateando .304 con 113 carreras impulsadas. En tercera base, fue líder de la Liga Nacional en dobles jugadas convertidas (43) y asistencias (389).
Para la temporada de 1997 tendría exactamente los mismos totales de jonrones, carreras impulsadas y promedio de bateo (40/113/.304) que el año anterior, así como 3 juegos de varios jonrones. Obtuvo su segundo premio Silver Slugger en tres años. Defensivamente, por segundo año consecutivo, lideró la liga en asistencias (323) y dobles jugadas para un antesalista (41).
La temporada más productiva del Castilla fue 1998 . El día inaugural conectó el primer jonrón en el Bank One Ballpark de los Diamondbacks de Arizona . Ese año obtuvo su segunda nominación al Juego de Estrellas y su primera selección en el Home Run Derby, frente a su público local en Colorado. Jugando en los 162 juegos, terminó la temporada con 46 jonrones (4º en la liga), 144 carreras impulsadas (3º), 206 hits (3º), 380 bases totales (3º), 108 carreras anotadas y un promedio de bateo de .319 (10.º). en la liga y el más alto de su carrera), números lo suficientemente buenos como para terminar 11° en la boleta de JMV de la Liga Nacional.
El 4 de abril de 1999 , Castilla fue parte de la historia cuando los Rockies jugaron su partido inaugural en su natal México, en el Estadio de Béisbol en Monterrey. El juego marcó la primera vez que el liga mayorista comenzara una temporada regular fuera de los Estados Unidos o Canadá. El oponente de los Rockies fue el campeón defensor de la Liga Nacional, los Padres de San Diego. Castilla deleitó a la multitud con cuatro hits, incluido un doble, [1] [2] [3] cuando Colorado ganó 8-2. [4]
Durante la serie en Monterrey, México, Castilla cambió brevemente al número 14 en su camiseta, en honor al ex primera base de los Rockies Andrés Galarraga (entonces con los Bravos de Atlanta ), a quien le diagnosticaron cáncer y se perdió toda la temporada '99.
El 6 de junio de 1999, Castilla produjo el primer juego de tres jonrones de su carrera contra los Cerveceros de Milwaukee . Sus números ofensivos disminuyeron ligeramente, bateando para un promedio de bateo de .275 (primera vez en 5 años no logró eclipsar la marca de .300). Terminó la temporada con 33 jonrones, pero por cuarto año consecutivo tuvo más de 100 carreras impulsadas. (102). Tuvo el tercer mayor número de errores en la tercera base con 19.

### Cambio de equipo: aTampa Bay Devil Rays
Después de tener muy buenas temporadas con los Rockies de Colorado, Castilla tuvo un difícil y mal año 2000, ya que fue transferido a los Mantarrayas de Tampa Bay, donde no es tan fácil como en Colorado sacar la bola y tuvo números muy bajos bateando, apenas para .221, 6 home runs y 21 carreras anotadas. En el 2001 empezó la temporada con Tampa Bay, pero solo jugó 24 partidos.

### Enviado a Houston por una temporada
Posteriormente paso a los Houston Astros, donde tuvo participación en 122 juegos, tuvo .270, conectó 23 cuadrangulares e impulsó 86 carreras. Los Astros lo negociaron al terminar la campaña.

### ConAtlanta Braves
En 2002 volvió al equipo que lo vio nacer en Grandes Ligas: los Bravos de Atlanta. También tuvo participación ahí durante el 2003. Con Atlanta tuvo un porcentaje de .254, conectó 34 home runs e impulsó 137 carreras.

### Regresa a casa
En 2004 regresa a los Rockies de Colorado con 36 años de edad, donde tuvo otro gran año bateando para .271, conectó 35 cuadrangulares y tuvo 131 carreras impulsadas, liderando la Liga Nacional en ese departamento.

### Con losWashington Nationals
En el 2005 fue transferido a los Nacionales de Washington, donde fue compañero del pitcher Mexicano Luís Ignacio "Chicote" Ayala, tuvo porcentaje de .253, mandó 12 pelotas atrás de la barda y produjo 66.

### El final: San Diego y Colorado
El 2006 fue el año en el cual Vinicio diría adiós al Béisbol de las Grandes Ligas. La temporada la empezó con los Padres de San Diego y la finalizó con el equipo que puso en alto no solo su nombre, sino también al de México, con sus grandes números: los Rockies de Colorado.

## Liga Mexicana del Pacífico
Debutó con los Yaquis de Obregón en la temporada 1988-1989, y jugó con ellos también la temporada 1989-1990. En la temporada 1990-1991 pasó a los Potros de Tijuana donde fue campeón, y compañero de Luís González, quien jugó con los Arizona Diamondbacks, y que actualmente juega con los Florida Marlins.
Al año siguiente (1991-1992) jugó otra vez con Ciudad Obregón donde jugaría hasta la temporada 1998-1999. Castilla con Obregón tuvo un total de 307 juegos jugados, conectó 258 hits, 45 cuadrangulares y produjo 154 carreras.
En la temporada (94-95) jugó con Tomateros de Culiacán donde perdió la final con los Naranjeros de Hermosillo.
En la temporada 2000-2001 llegó a los Naranjeros de Hermosillo, el mismo equipo al que reforzó en 1995 en San Juan, Puerto Rico, en un cambio de 4 jugadores entre ellos Luís Carlos García y Said Gutiérrez.
Hizo su debut con los naranjas el primero de diciembre del 2000 en el estadio Héctor Espino, contra los Águilas de Mexicali.
Conectó su primer cuadrangular el 8 de diciembre, contra los Mayos de Navojoa a Juan Manuel Palafox.
Esa misma temporada (2000-2001) los Naranjeros de Hermosillo se coronarían en el estadio Teodoro Mariscal de Mazatlán. Hermosillo se coronó por primera vez desde 1995 y a la vez era el título 13.
A la mitad de la temporada 2006-2007, Vinicio anunció que esa sería su última temporada como jugador profesional, un par de meses después Hermosillo consiguió su campeonato 14, una vez más en el estadio Teodoro Mariscal, barriendo en 4 juegos a los Venados de Mazatlán que en ese momento eran bicampeones.
Para la temporada 2007-2008 Vinicio anuncia que volverá para otra temporada con las Naranjeros de Hermosillo, volviendo así a estar activo después de que anunció su retiro del béisbol, donde jugó una de sus mejores campañas al conectar 2 jonrones en varios juegos.
En noviembre de 2008, Castilla es presentado como mánager de la Selección Mexicana para la segunda edición del Clásico Mundial de Béisbol, a celebrarse en marzo de 2009. Al mismo tiempo, la directiva del equipo Naranjeros de Hermosillo en la Liga del Pacífico, lo designa como mánager del club, en sustitución de Francisco "Paquín" Estrada.
Para la temporada 2009-2010 llega desde el mes de noviembre a La Escuadra Naranja, para reforzar el orden al bat y posicionar en la primera vuelta del rol a los Naranjeros como segundo lugar. Para la segunda vuelta de la campaña Hermosillo cierra la temporada como primer lugar y segundo lugar general, solo abajo de los Venados por un partido. Hermosillo llega a la final cómodamente después de eliminar en semifinales a sus archienemigos Tomateros de Culiacán en tan solo 4 juegos. La final de la campaña 2009-2010 inicio en el estadio Teodoro Mariscal, donde el primer duelo entre Edgar González y Pablo Ortega se lo llevarían los "Rojos", la afición mazatleca exigía a sus Venados que por fin le ganaran una final a los Naranjeros y no fue hasta el séptimo juego que se fueron estos grandiosos equipos y como toda una contienda de titanes mantuvieron un gran duelo de pitcheo, donde Naranjeros se alzaría con el triunfo 1-0 con la única producción del juego en el madero de Vinicio Castilla, así Hermosillo lograba su campeonato 15 en el Teodoro Mariscal, por tercera vez consecutiva.

## Logros

#### Grandes Ligas
- Participó dos veces en el Juego de Estrellas  de Grandes Ligas en 1995 y 1998.
- Ganó tres veces el "Bate de Plata" (1995, 1997 y 1998) como mejor ofensivo en Tercera Base en la Liga Nacional.[1]
- Es el bateador mexicano que tiene hasta el momento actual, la mayor cantidad de jonrones en su carrera: 320
- Lideró la Liga Nacional en carreras impulsadas (2004).
- Lideró la Liga Nacional en partidos jugados (162 en 1998).
- Junto con Andrés Galarraga y Ellis Burks formó parte del segundo trío de jugadores de un mismo equipo (Rockies de Colorado) en la historia de las Grandes Ligas, al menos de 40 jonrones en una temporada (1996).
- Junto con Galarraga, Burks y Dante Bichette, conformó el tercer cuarteto de jugadores de un mismo equipo (Rockies de Colorado) con más de 100 carreras producidas en una temporada (1996).
- Junto con Andrés Galarraga y Larry Walker formó parte del tercer trío de jugadores de un mismo equipo (Rockies de Colorado) en la historia de las Grandes Ligas, en batear al menos 40 jonrones en una temporada (1997).
- Es el bateador mexicano que más jonrones tiene en las Ligas Mayores hasta el momento actual.

#### En México
- Fue el Capitán de la Selección Nacional de Béisbol de México durante el Clásico Mundial 2006 y 2009 (World Baseball Classic).
- Campeón en 3 ocasiones en la Liga Mexicana del Pacífico con los Naranjeros de Hermosillo, en la temporada 2000-2001, 2006-2007 y 2009-2010, junto a Erubiel Durazo, Luis Alfonso Garcia y Karim Garcia.